# Abulug

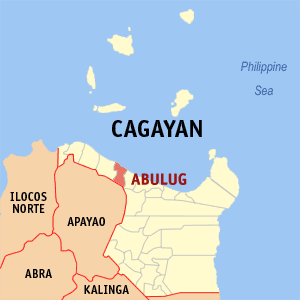
Abulugs läge i Cagayanprovinsen.

Abulug är en ort och kommun i provinsen Cagayan i Filippinerna, belägen på ön Luzons norra kust, nära floden Abulugs utlopp. Vid folkräkningen 2010 uppgick kommunens folkmängd till 30 675 invånare, varav 2 400 bodde i centralorten.